# Anson Ely Morse
Anson Ely Morse (auch Anson E. Morse,* 31. Juli 1879 in Lyme, New London County, Connecticut; † 3. Mai 1966 in Princeton, Mercer County, New Jersey) war ein US-amerikanischer Historiker.

## Leben

### Familie und Ausbildung
Anson Ely Morse, Sohn des Anson Daniel Morse und der Margaret Duncan Ely Morse, widmete sich nach seinem Pflichtschulabschluss dem Studium der Geschichtswissenschaften am Amherst College, 1902 erwarb er den akademischen Grad eines Bachelor of Arts, im Folgejahr jenen eines Master of Arts. 1908 wurde er an der Princeton University zum Ph. D. promoviert. Postgraduale Studien führten ihn von 1903 bis 1905 an die University of Wisconsin–Madison nach Madison, von 1905 bis 1906 an die Sorbonne nach Paris sowie von 1915 bis 1916 an die Harvard University nach Cambridge.
Anson Ely Morse, Angehöriger der Congregational Church, überzeugter Anhänger der Republikaner, heiratete am 21. Juni 1905 Ruth E. Tucker. Dieser Ehe entstammten die Kinder Richard Ely, George Edward und Carolyn Tucker. Er verstarb Anfang Mai 1966 im Alter von 86 Jahren in Princeton.

### Beruflicher Werdegang
Anson Ely Morse erhielt 1908 eine Anstellung als Instructor in History am Marietta College, 1914 wechselte er in der Position eines Lecturer in History an das Amherst College. 1915 nahm Morse einen Ruf als Assistant Professor of History an der Princeton University an. 1924 übersiedelte er in der Funktion eines Professors of History an die Temple University nach Philadelphia, 1952 wurde er emeritiert. Anson Ely Morse diente darüber hinaus von 1918 bis 1919 als Mitglied der Hilfsorganisation Y.M.C.A. in der italienischen Armee.
Anson Ely Morse,  ausgewiesener Experte in amerikanischer Geschichte, wurde zum Mitglied der American Historical Association und der Studentenverbindung Delta Kappa Epsilon gewählt.

## Publikationen
- Autor
- The Federalist party in Massachusetts to the year 1800. in: Library of American civilization, LAC 15269., University Library, Princeton, N.J., 1909
- A joint finding list of foreign newspapers. University Library, Princeton, N.J., 1918
- Herausgeber
- Writings on American history, 1902; an attempt at an exhaustive bibliography of books and articles on United States history published during the year 1902 and some memoranda on other portions of America. Library Book Store, Princeton, N.J., 1904
- Introduction to colloquy on the necessity of clergy in government. New York, 1917
- Civilization and the world war, by A. D. Morse. New York Ginn and Co., Boston, Mass., 1919